# Biologisk hotspot
Biologisk hotspot (engelska: Biodiversity hotspot) är en biogeografisk region med betydande nivåer av biologisk mångfald som är hotad av mänsklig bebyggelse. Norman Myers skrev om konceptet i två artiklar i The Environmentalist 1988 och 1990. Därefter reviderades konceptet efter noggrann analys av Myers och andra till "Hotspots: Earth's Biologically Richest and Most Endangered Terrestrial Ecoregions" och en artikel publicerad i tidskriften Nature, båda år 2000.

## Kvalifikationer för hotspots
För att kvalificera sig som en hotspot för biologisk mångfald i Myers utgåva av hotspotkartan år 2000 måste en region uppfylla två strikta kriterier: den måste innehålla minst 1 500 arter av kärlväxter (mer än 0,5 procent av världens totala mängd) som endemiska, och den måste ha förlorat minst 70 procent av sin primära vegetation. Globalt sett uppfyller 36 zoner denna definition. Dessa platser har nästan 60 procent av världens växt-, fågel-, däggdjurs-, reptil- och groddjursarter, med en hög andel av dessa arter som endemiska. Några av dessa hotspots har upp till 15 000 endemiska växtarter, och några har förlorat upp till 95 procent av sin naturliga livsmiljö.

## Värd för olika ekosystem
Hotspots för biologisk mångfald är värd för sina olika ekosystem på bara 2,4 procent av jordens yta. Tio hotspots identifierades ursprungligen av Myer. De nuvarande 36 brukade täcka mer än 15,7 procent av all mark, men har förlorat omkring 85 procent av sin yta. Denna förlust av livsmiljö är anledningen till att ungefär 60 procent av världens landlevande liv finns på endast 2,4 procent av landytan. Karibiska öar som Haiti och Jamaica står inför ett allvarligt hot mot sina populationer av endemiska växter och ryggradsdjur som ett resultat av snabb avskogning.
Andra områden är de tropiska Anderna, Filippinerna, Mesoamerika och Sundaland. Om de nuvarande nivåerna där avskogning fortsätter kommer dessa sannolikt att förlora det mesta av sina växt- och ryggradsdjurarter.

## Bevarandeinitiativ för hotspots
Endast en liten andel av den totala markytan som omfattar hotspots för biologisk mångfald är nu skyddad. Flera internationella organisationer arbetar för att bevara hotspots för biologisk mångfald.
Critical Ecosystem Partnership Fund (CEPF) är ett globalt program som tillhandahåller finansiering och tekniskt bistånd till icke-statliga organisationer för att skydda jordens rikaste regioner med mångfald av växter och djur, inklusive hotspots för biologisk mångfald, vildmarksområden med hög biologisk mångfald och viktiga marina regioner. Världsnaturfonden WWF har tagit fram ett system som kallas "Global 200 Ecoregions", vars syfte är att välja ut prioriterade ekoregioner för bevarande från fjorton terrestra områden, tre sötvattensområden och fyra marina livsmiljötyper. De är utvalda för sin artrikedom, endemism, taxonomiska egenart, ovanliga ekologiska eller evolutionära fenomen och global sällsynthet. Alla hotspots för biologisk mångfald innehåller minst en Global 200 Ecoregion.
Birdlife International har identifierat 218 "Endemic Bird Areas" (EBA) som var och en innehåller två eller flera fågelarter som inte finns någon annanstans. Birdlife International har identifierat mer än 11 000 viktiga fågelområden över hela världen.
Plant Life International samordnar program som syftar till att identifiera och hantera viktiga växtområden.
Alliance for Zero Extinction är ett initiativ av vetenskapliga organisationer och naturvårdsgrupper som samarbetar för att fokusera på de mest hotade endemiska arterna i världen. De har identifierat 595 platser, inklusive många Birdlifes viktiga fågelområden.
National Geographic Society har utarbetat en världskarta över hotspots och ArcView shapefiles samt metadata för biodiversitetshotspots, inklusive detaljer om den hotade faunan i varje hotspot, som är tillgänglig från Conservation International. Compensatory Forestation Management and Planning Authority (CAMPA) försöker begränsa förstörelsen av Indiens skogar.

Biologiska hotspots. Ursprungliga förslag i grönt och tillagda regioner i blått.

## Fördelning efter region
En majoritet av den biologiska mångfalden finns i tropikerna; även de flesta hotspots för biologisk mångfald finns i detta område. Av de 36 hotspots för biologisk mångfald är 15 klassificerade som gamla, infertila landskap (OCBIL:er). Dessa områden har historiskt sett varit isolerade från andra klimatzoner, men den senaste tidens mänskliga intrång har gjort att dessa historiskt säkra hotspots utsätts för fara. OCBIL:er har främst hotats av omlokalisering av ursprunglig befolkning och militära aktioner, eftersom den infertila marken tidigare har avskräckt männniskor från att komma dit.
Bevarandet av OCBIL inom hotspots för biologisk mångfald har börjat bli uppmärksammat, eftersom det anses att dessa platser inte bara ger stor biologisk mångfald, utan att de också kan vara av stort värde för nybildning av arter i framtiden. Eftersom de platserna är relativt stabila, kan de klassificeras som refugia.